# Trachis
Trachis (altgriechisch Τραχίς (f. sg.), lateinisch Trachin) war im antiken Griechenland eine der ältesten Städte und Hauptort des Volksstamms der Malier.
Die Stadt lag im Tal des Flusses Spercheios am Fuß des südwestlich gelegenen Öta-Massivs.
In der griechischen Mythologie gilt die Stadt als die Heimat des Keyx. Herakles soll nach dem Tod des Eunomos hierhin ins Exil gegangen sein.
426 v. Chr. gründete Sparta in unmittelbarer Nachbarschaft die Neustadt Herakleia Trachinia, um die vom Stamm der Oitaier bedrängten Malier zu unterstützen. Trachis wurde von der Unterstadt der Neugründung bald überlagert.
Die Umgebung der Stadt hieß nach ihr Trachinia (f. sg.) oder nach dem Stamm auch Malieis.
Die Stadt lag südlich des heutigen Dorfes Iraklia in der Gemeinde Gorgopotamos in der Präfektur Fthiotida in Griechenland.